# Uji
Uji (jap. 宇治市, Uji-shi; čita se "Uđi-ši") je grad u predgrađu Kyota; drugi po veličini grad prefekture Kyoto u središtu otoka Honshu (Japan). Grad leži na rijeci Uji koja izvire iz jezera Biwa. 
U starom dijelu grada nalaze se Svetište Ujigami i Hram Byodo-in, koji su upisani na UNESCO-ov popis mjesta svjetske baštine u Aziji 1994. godine, pod imenom "Spomenici starog Kyota (Kyoto, Uji i Otsu)".

## Povijest
U 4. stoljeću sin cara Ōjina osnovao je palaču u Ujiju. Tu su se odigrale tri bitke za japansko prijestolje, nazvane bitkama Uji-gawa, 1180. i 1184. godine (Genpei rat, 1881. – 85.) i 1221. godine (Jōkyū rat).
Šogun Ashikaga Yoshimitsu (1358. – 1408.) je promovirao uzgoj zelenog čaja u području Ujija. Od tog vremena Uji je postao važan za proizvodnju i distribuciju zelenog čaja vrhunske kvalitete. Tsuen čaj se poslužuje od 1160. god. i još uvijek se prodaje u najstarijim čajanama u Japanu, a možda i svjetu - Tsuen čajanama.
Posljednje poglavlje "Priče o Genji" se odigrava u Ujiju, što privlači književne turiste.
U 15. stoljeću, šoguni su u Uji donijeli posebne vrste posuda za čaj s Filipina. koje se i dans koriste u japanskoj ceremoniji čaja, a postale su zaštitnim simbolom grada Ujija.

## Znamenitosti
Većinu posjetitelja Ujija privlače stoljetne povijesne znamenitosti koje uključuju mnoga šintoistička svetišta i budistički hramovi. Među najpoznatijima su šintoističko svetište Ujigami (宇治上神社 Ujigami-jinja), izgrađeno 1060. (što ga čini najstarijim šintoističkim hramom u Japanu), i hram Byōdō-in koji su upisani kao UNESCO-ova svjetska baština, kao dio "Spomenika starog Kyota". Byōdō-in (平等院), najimpresivnija budistička građevina u Japanu, sa svojom Amida dvoranom (Dvorana Feniksa) izgrađenom 1053. godine, je čak istaknuta na stražnjoj strani novčanice od 10 ¥.
Ostali vjerski objekti uključuju Mampuku-ji, glavni hram zen sekte Ōbaku, izgrađen u kineskom Ming stilu 1661. godine i zen hram Kōshō-ji, sa svojim Kotozaka portalom (uokvirenim gustom šikarom višnja, kerria, azaleja i stabala javora, koja dramatično mijenjaju boju mjenom godišnjih doba) izgrađenim 1648. godine. Također značajan je Mimurodo-ji, koji je poznat po svom obilju ljubičastih hortenzija. Grad također ima brojna mala šintoistička svetišta. Uz nekoliko iznimaka, većina važnih povijesnih lokaliteta se nalazi unutar pješačke udaljenosti jedna od druge, i svi su jednostavno pristupačni željeznicom.
- Torii portal svetišta Ujigami
- Dvorana Haiden svetišta Ujigami
- Glavna dvorana hrama Mampuku-ji
- Dvorište hrama Kōshō-ji
- Pagoda hrama Mimuroto

## Zbratimljeni gradovi
Uji je zbratimljen sa sljedećim gradovima:
- Kamloops  Kanada
- Nuwara Eliya  Šri Lanka
- Xianyang  NR Kina

## Vanjske poveznice
- Službena stranica grada Ujijta
- Znamenitosti Ujija  Arhivirana inačica izvorne stranice od 30. rujna 2011. (Wayback Machine) (engl.)

|  | Zajednički poslužitelj ima još gradiva o temi Uji |